# Degtiarjovkulspruta
Degtiarjovkulspruta (Pulemjot Degtiarjova, ryska: Пулемёт Дегтярёва) var egentligen inte en kulspruta, utan ett kulsprutegevär (kg), som användes i Sovjetunionen från 1928 och som har tillverkats i ett flertal varianter.

## Varianter

### DP
Den första varianten var ett kulsprutegevär för infanteriet med namnet DP (Degtiarova Pechotnyj, ryska: Дегтярёвa Пехотный) men benämns även DP-27 och DP-28. Den laddas med ett tallriksmagasin om 47 patroner som monterades ovanpå vapnet. Vapnet var billigt att tillverka och slitstarkt, med undantag av det svaga benstödet och den under pipan placerade rekylfjädern som vid kraftig uppvärmning i förtid kunde tappa styrka. Vapnet kallades i Finland som Emma efter en populär vals: tallriksmagasinet kretsade som en grammofonskiva.

### DPM
År 1943 introducerades en förbättrad version med robustare benstöd. Rekylfjädern flyttades även från under pipan till bakom vilket gjorde att den i sin hylsa stack ut ovanför kolven. Detta ledde till att kolven omdesignades och ett pistolgrepp monterades under vapnet. DPM har licenstillverkats i Kina under namnet Typ 53.

### DA
En variant benämnd DA (Degtiarov Aviatsionnyj, ryska: Дегтярёв Авиационный) tillverkades som försvarsvapen på flygplan. Den saknar benstöd och har en kolv med två pistolgrepp, ett främre och ett bakre, samt ringsikte.

### DT och DTM
En annan version var DT (Degtiarjova Tankovyj, ryska: Дегтярёва танковый) som utvecklades för montering i stridsfordon. Den har en tyngre pipa, inskjutbar kolv, ett pistolgrepp och ett monterbart benstöd. Försedd med samma rekylfjäder som DPM kallas den DTM.

### RP-46
Efter andra världskriget konstruerades en lätt kulsprutevariant RP-46 (Rotnyj Pulemjot, ryska: Ротный Пулемёт) där det klassiska tallriksmagasinet byttes ut mot bandmatning. För att inte överhettas vid ihållande eldgivning fick vapnet också en tyngre pipa. Produktionen i Sovjetunionen blev relativt kort, men vapnet har producerats i längre serier i Kina som Typ 58 och i Nordkorea som Typ 64.

## Bilder

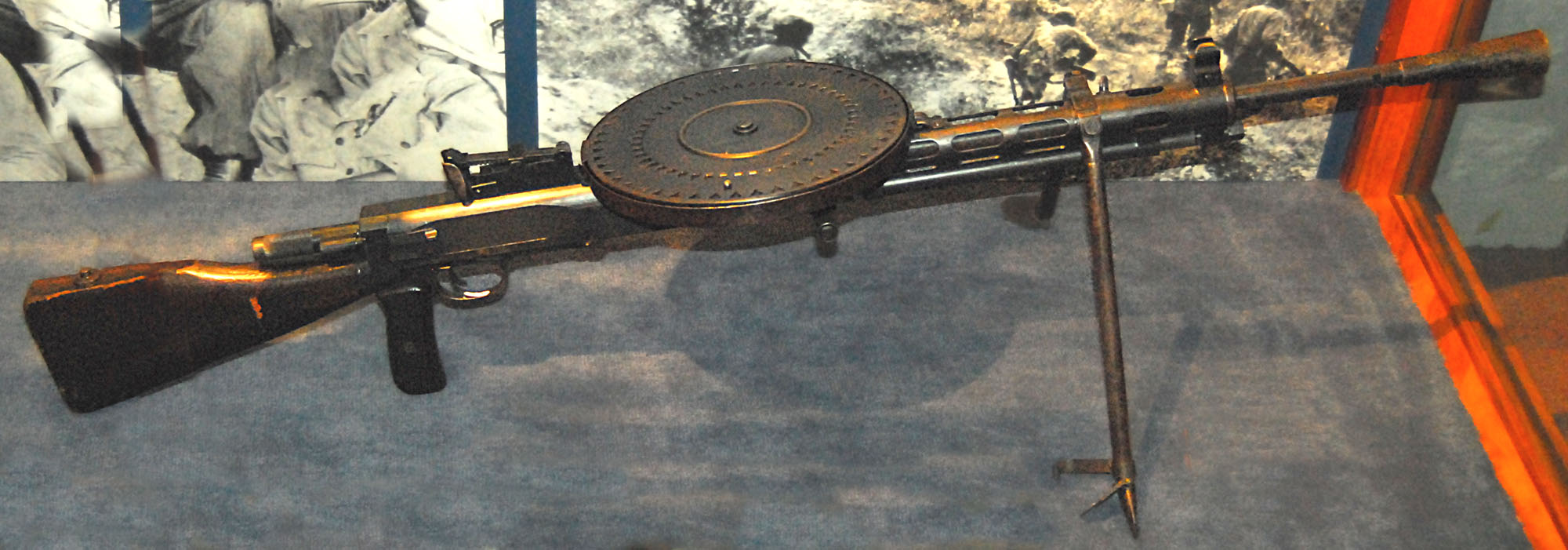
En kinesisk Typ 53.
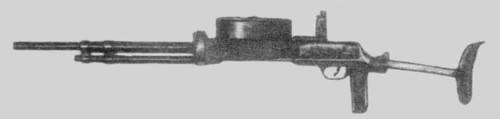
En DT med utskjutet axelstöd.
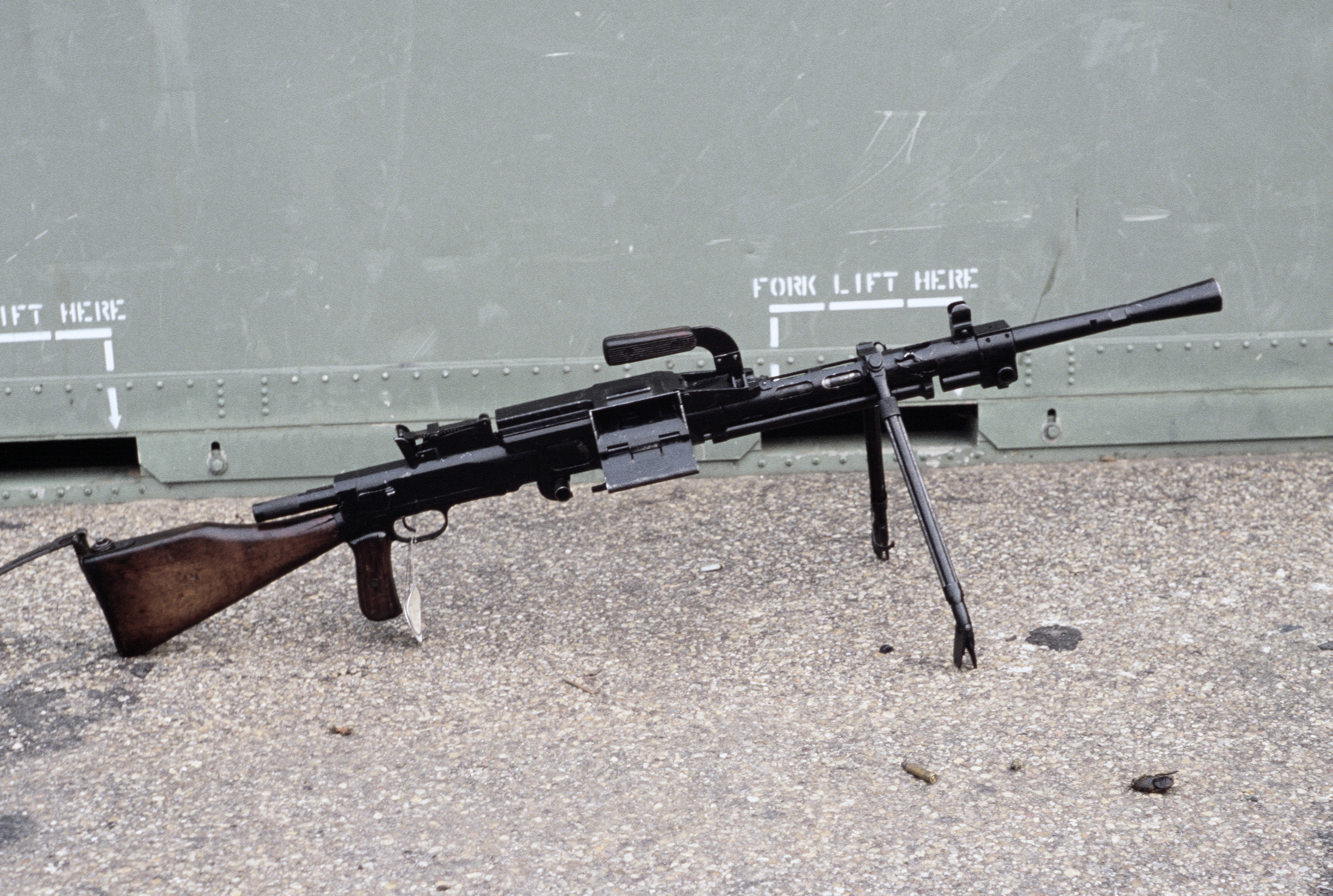
En bandmatad RP-46.
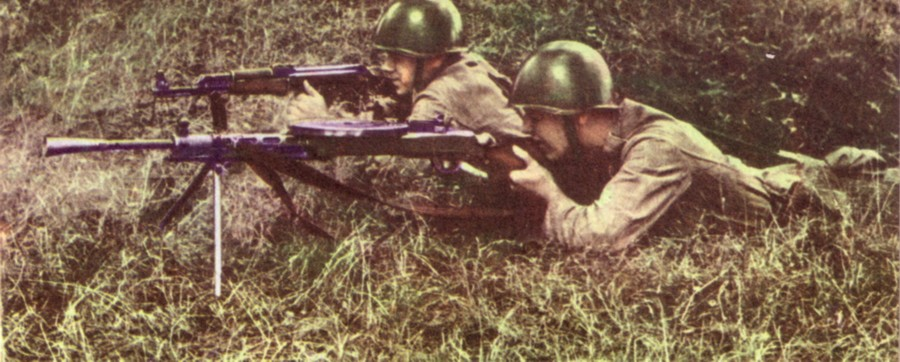
En DP i tjänst i polska armén så sent som 1971.